# Népszerű Történelem
A Népszerű Történelem című könyvsorozat kötetei a Kossuth Kiadó gondozásában, Réz Miklósné szerkesztésében kerültek kiadásra. A sorozat ISSN 0324-7953 számmal van jelölve. A könyvek fekete-fehér fotókat tartalmaznak és papírborítós, keményfedeles kiadásban jelentek meg.
A sorozat a világtörténelem számos fontos eseményét dolgozza fel, rávilágítva azok kiváltó okaira és az események következményeire is.

## A sorozat kötetei
A sorozat kötetei első kiadásuk szerint időrendben:
- Hajdu Tibor: Március huszonegyedike (1959, 1978)
- Rozsnyói Ágnes: A Szálasi-puccs (1962, 1977)
- Liptai Ervin: A Magyar Tanácsköztársaság (1965, 1968, 1973, 1979)
- Balázs József: Négy év vasban és vérben 1914-1918 (1966)
- Pavel Ovszjanyin: Mussolini végnapjai (1966)
- Nikolaj Nikolaevic Akovlev: Pearl Harbor rejtélye (1967, 1974, 1978)
- Aleksandr Mojseevic Nekric: Így történt! - 1941. június 22. (1967)
- Ormos Mária: Merénylet Marseille-ben (1968, 1984)
- Mihail Ivanovic Szemirjaga: Antifasiszta népfelkelések: 1941-1945 (1968)
- Vágvölgyi Tibor: A magyar jakobinusok köztársasági mozgalma (1968)
- Ránki György: 1944. március 19. - Magyarország német megszállása (1968, 1978)
- Tilkovszky Loránt: Teleki Pál: legenda és valóság (1969)
- Almási János:  Berlin, 1918 (1969)
- Rév Erika: A népbiztosok pere (1969)
- Ormos Mária: Háború Etiópia földjén (1970)
- Urbán Aladár: Európa a forradalom forgószelében: 1848-1849 (1970)
- Hegedűs Sándor: Az utolsó trónfosztás (1970)
- Siklósné Vincze Edit:  A hűtlenségi per: 1871-1872 (1971)
- Lev Aleksandrovic Bezymenskij: Hitler halála (1971, 1974, 1976)
- Richard Hough: Felkelés a Patyomkin páncéloson (1971)
- Edouard Calic: Ég a Reichstag! (1971)
- Halász Miklós: Tiszta szívű gyilkosok (1972)
- Bereskov Valentin Mihajlovic: Tolmács voltam Teheránban (1972)
- Remete László: Barikádok Budapest utcáin, 1912 (1972)
- Harry Thürk: Singapore - Egy erőd eleste (1973)
- Vörös Károly: Egy világváros születése (1973)
- Kerekes Lajos: Az osztrák tragédia: 1933-1938 (1973)
- Burton Curtis Andrus: A nürnbergi huszonkettő (1973, 1974, 1978, 1981, 1995)
- Ormos Mária: A Matteotti-ügy (1973)
- Tilkovszky Loránt: SS-toborzás Magyarországon (1974)
- Vasilij Efimovic Zubakov: Ostromgyűrűben (1974)
- Leonid Mihajlovics Szpirin: Egy kaland kudarca - A baloldali eszerek moszkvai lázadása 1918. július 6-7. (1974)
- Hollós Ervin: Köztársaság tér: 1956 (1974, 1977, 1980)
- Martyn Ivanovic Merzanov: Berlinben, a háború végén... : 1945 április-május (1974)
- Mary Cable: Fekete Odüsszeia - Az Amistad rabszolgahajó esete (1975, 1976)
- Galántai József: Szarajevótól a háborúig - 1914. július (1975)
- Somlyai Magda: Nagy csaták után - Az új élet kezdete Magyarországon 1944-1945 (1975)
- Candiano Falaschi: Az olasz fasizmus végnapjai (1975) ISBN 963090368 7
- Paul Rose: A manchesteri mártírok - Egy ír tragédia története (1975)
- Szuhay-Havas Ervin: Tizenhárom csillag - Az amerikai forradalom története (1976)
- Kerekes Lajos: Hitler-puccs a sörházban (1976)
- Hegedűs Sándor: Egy politikai per kulisszatitkai (1976)
- Valentin Mihajlovic Berezkov: Az ENSZ bölcsőjénél (1976)
- Karsai Elek: Ítél a nép (1977)
- Hollósi Tibor: Hosszú kések éjszakája (1977)
- Szabó László: Doberdo, Isonzo, Tirol (1977, 1980)
- Vladimir Konvisar: A prágai konferencia - Dokumentumregény az Oroszországi Szociáldemokrata Munkáspárt VI. összoroszországi konferenciájáról (1977, 1978)
- Aszódy János: A pokol zsoldosai - Lapok az idegenlégió történetéből (1977)
- Vásárhelyi Miklós: A lord és a korona (1977)
- Franciszek Bernas: Merénylet Hitler ellen - 1944. július 20. (1977, 1978)
- Viktor Nikolaevic Visockij: A Terminál-akció - A potsdami konferencia (1977, 1978)
- Paul Herbert Freyer: Viharmadarak (1978)
- Gergely Ernő: A Somogyi-Bacsó gyilkosság (1978)
- Valentin Mihajlovic Berezkov: A nagy szövetség: 1941-1943 (1978)
- Bertényi Iván: A magyar korona története (1978, 1980, 1986)
- Walter Lord: A Titanic pusztulása (1979, 1983, 1996)
- Melchior Wankowicz: A Monte-Cassinó-i csata (1979)
- May Ferdinand: A "Fekete Kéz" (1979)
- Robert Jackson: Lángoló hídfő - Dunkerque, 1940 (1980, 1995)
- Walter Zöllner: A keresztes háborúk története (1980)
- Merényi László: Pisztolylövés Bécsben - Friedrich Adler merénylete a kormányfő ellen (1981)
- Szergej Nikolaevics Szemanov: Lázadás az erődben - Az 1921. évi kronstadti lázadás (1981)
- Georgi Georgiev: Felkelés Bulgáriában: 1923 - Az 1923. szeptemberi antifasiszta felkelés története (1981)
- Valentin Mihajlovic Berezhkov: Teherántól Potsdamig (1982, 1983)
- Szabó László: A nagy temető - Przemysl ostroma 1914-1915 (1982)
- Peter Przybylsky: Akasztófa és amnesztia (1982)
- Farkas Márton: A császári sas lehull (1982)
- Székely Gábor: Hitler hatalomra jutása (1983)
- Salgó László: "Viszontlátásra, tábornokom!" - A Dien Bien Phu-i csata (1983)
- Szokolay Katalin: És a varsói gettó felkelt... (1983)
- George Millar: A nagy lokátor-háború (1983, 1995)
- Pavel M. Mihajlov: Száz éjszaka a jugoszláv hegyekben (1984)
- Sávoly Mária: Athéni menetelés - Olaszország háborúja Görögország ellen, 1940-1941 (1984)
- Merényi László: A cattarói matrózfelkelés (1984)
- German Leondevic Rozanov: Titkos diplomácia, 1944-1945 - Ribbentrop-Wolff-Himmler-Dönitz utolsó diplomáciai próbálkozásai a totális vereség elkerülésére (1985)
- Schönwald Pál: A Károlyi-per (1985)
- Hahner Péter: A Bastille bevétele (1985)
- Borsányi György: Válságévek krónikája: 1929-1933 - Az 1929-1933-as gazdasági világválság hatása Magyarországon (1986)
- Erdélyi István: A magyar honfoglalás előzményei (1986)
- Adolf Burger: A hamisító csoport (1986)
- Majdán János: A "vasszekér" diadala - A magyarországi vasútépítés 1914-ig (1987)
- Diószegi István: A Ferenc József-i kor nagyhatalmi politikája (1987)
- Krausz Tamás A cártól a komisszárokig - Az 1917-es oroszországi forradalmak történetéből (1987)
- Gergely Jenő: Eucharisztikus világkongresszus Budapesten, 1938 (1988)
- Borsányi György: Októbertől márciusig - Polgári demokrácia Magyarországon, 1918 (1988)
- Szinai Miklós: Ki lesz a kormányzó? - A Somogyi-Bacsó-gyilkosság háttere (1988)
- Ádám Magda: Az elszalasztott lehetőség - A Rajna-vidék megszállása (1988)
- Geoffrey Barraclough: Agadirtól a háborúig - Egy válság anatómiája (1988)
- Bertényi Iván: Nagy Lajos király (1989)